# Elezione del Presidente della Camera del 1979
L'elezione del presidente della Camera del 1979 per l'VIII legislatura della Repubblica Italiana si è svolta il 20 giugno 1979.
Il presidente della Camera uscente è Pietro Ingrao. Presidente provvisorio è Oscar Luigi Scalfaro.
Presidente della Camera dei deputati, eletta al I scrutinio, è Leonilde Iotti.

## L'elezione

### Preferenze per Leonilde Iotti
| Scrutinio | Voti | Percentuale |
| --------- | ---- | ----------- |
| I         | 433  | 70,4%       |

## 20 giugno 1979

### I scrutinio
Per la nomina è richiesta una maggioranza pari a due terzi dei deputati.
| Dati votazione | Dati votazione |  | Nome              | Nome | Voti |
| -------------- | -------------- |  | ----------------- | ---- | ---- |
| Presenti       | 615            |  | Nilde Iotti       | 433  |      |
| Votanti        | 615            |  | Leonardo Sciascia | 33   |      |
| Astenuti       | 0              |  | Alessandro Natta  | 15   |      |
| Maggioranza    | 420            |  | Aldo Bozzi        | 6    |      |
|                |                |  | Voti dispersi     | 13   |      |
| Schede bianche | 109            |  |                   |      |      |
| Schede nulle   | 6              |  |                   |      |      |

Risulta eletta: Nilde Iotti (PCI)